# Кардица
Карди́ца (греч. Καρδίτσα) — город в Греции. Находится на высоте 105 метров над уровнем моря, на юго-западе Фессалии, посреди Фессалийской равнины, на левом берегу реки Календзис (Καλέντζης), одного из притоков реки Пиньос, и реки Карамбалис (Καράμπαλης), притока реки Календзис. Западнее города возвышается горный массив Пинд. Административный центр одноимённой общины и одноимённой периферийной единицы в периферии Фессалия. Население 38 554 человека по переписи 2011 года. В Кардице находится кафедра Фессалиотисской и Фанариоферсальской митрополии Элладской православной церкви. Также город является центром торговли сельскохозяйственной продукцией Фессалии (зерновые, овощи, табак, хлопок, молочные продукты). В городе находятся предприятия, занимающиеся переработкой сельскохозяйственной продукции.
В городе находится железнодорожная станция «Кардица» на железнодорожной линии Палеофарсалос — Каламбака.
Климат средиземноморский, типичный для внутренней части Греции, отличающийся жарким летом и холодными зимами, нередко со снегом.
Название города происходит от греч. καρυδίτσα («грецкий орех» или «ореховое дерево» на местном фессалийском диалекте) или от καρδιά, «сердце», что соответствует расположению города в самом сердце Греции. Предполагают также видоизменённое славянское «Градица».

## История
Кардица является самым молодым городом среди трёх других административных центров периферийных единиц Фессалии, хотя территория периферийной единицы Кардица была заселена ещё в эпоху палеолита.
Возникновение Кардицы приходится на XV век, времена турецкого владычества. До середины XIX века это было небольшое село, в котором жили преимущественно турки. Село было построено как пограничное для защиты от нападений со стороны жителей гор Аграфы. Впервые описывается в 1810 году английским путешественником, полковником военно-морского флота Уильямом Мартином Ликом. В 1821 году село было почти опустошено эпидемией чумы, но к середине века Кардица насчитывала 400 дворов. В 1881 году Кардица присоединена к королевству Греция. 2 апреля 1883 года (ΦΕΚ 126Α), через два года после освобождения от турок, Кардица становится административным центром одноимённой общины. 12 марта 1943 года в результате активной деятельности партизан Народно-освободительной армии Греции (ЭЛАС) итальянский гарнизон был вынужден оставить город, ставший, таким образом, первым городом Западной Европы, освобождённым от войск стран Оси. На протяжении всего времени противостояния на плоскогорье сегодняшнего озера Пластира работал аэродром союзников.

### Гражданская война
В 1948 году в Кардице произошло одно из кровавых сражений гражданской войны в Греции, когда вооружённые силы Демократической армии Греции напали на город. Она сконцентрировала в ночь с 11 на 12 декабря в горной местности к западу от Кардицы 1-ю и 2-ю дивизии ДАГ и кавалерийскую бригаду под руководством Костаса Карайоргиса и выдвинулась к городу.
Для безопасности Кардицы в городе были размещены правительственные войска численностью 600 человек с артиллерией и около 90 полицейских, которые были распределены по КПП и в некоторых очагах сопротивления в городе.
11-го декабря, во второй половине дня большое количество партизан ДАГ вступило в город . Отряды ДАГ, предварительно отрезав пути сообщения с Кардицей, взорвав мосты и изолировав форпосты правительственных войск для того чтобы помещать тем самым подходу подкрепления, напали на КПП и, вследствие численного превосходства, овладели ими. На одном из форпостов был уничтожен весь отряд защитников вместе с их офицером. Затем, после входа повстанцев в город, начались убийства, насильственная мобилизация, при том, что продолжались нападения на защитников города в различных центрах сопротивления.
12 декабря 2-й армейский корпус направил войска при поддержке танков, которые достигли города во второй половине этого же дня. Начались уличные бои в городе, которые продолжались до вечера 13 декабря, когда преследуемые партизаны покинули город.
Потери составили 50 человек из гражданского населения, 500 человек было захвачено в качестве заложников. Национальная армия потеряла 19 человек убитыми и 85 ранеными.

### После гражданской войны
После Второй мировой войны Кардица начала демонстрировать значительный рост, увеличились население и экономическая деятельность города.

## Достопримечательности
В западной части центрального бульвара города находится отель «Арни» (греч. Άρνη), построенный французским архитектором в 1920 году и имеющий сводчатый купол. Южную часть центральной площади занимает здание муниципального рынка, пожалуй единственное сохранившееся здание стиля модернизма, использующее архитектурные элементы эллинистического и римского периодов. Здание используется для выставок, презентаций и как торговый центр. Улица Ва́лви (Βάλβη), ведущая к рынку сохранила дух старой Кардицы.
В центре города рядом с площадью Пластирас находится парк Пафсили́пу (Παυσιλύπου). Это название, по уверению местных жителей, проистекает из того факта, что прогулка по этой роще приводит к «прекращению скорби» («παύση της θλίψης»). Рядом с парком мы встречаем кафедральный собор Св. Константина XIX века, один из крупнейших в Греции. Он украшен фресками знаменитого кардицкого художника Димитриса Йолдасиса. У входа в собор подвешена немецкая бомба, которая во время Второй мировой войны попала в купол и чудесным образом не взорвалась.
Рядом находится народный музей Ла́мброса и Навсики́ Сакела́риев, в котором хранятся личные вещи Николаоса Пластираса, а также традиционные фессалийские костюмы и украшения. К северу от собора находится примечательная церковь Живоносного Источника (Ιερός Ναός Ζωοδόχου Πηγής) XIX века с деревянным иконостасом.
В конце центрального бульвара, если идти от парка Пафсилипу находится центральная площадь на которой выделяется здание Кредитного банка, (ранее гостиница «Паллас», а затем кинотеатр) прекрасного классического стиля, построенное в конце XIX века. Недавним украшением площади является фонтан, по краям которого находятся созвездия, расположенные по четырём сторонам света.
Другими примечательными зданиями являются здание суда, епархии, каменное здание Центрального Банка и очень оригинальный по своему внешнему виду и содержанию «Музей Христианства».
В 2001 году завершено строительство здания Археологического музея Кардицы.

## Сообщество Кардица
Община Кардица создана в 1883 году (ΦΕΚ 126Α). В сообщество входит село Маврика (Μαύρικα). Население 39 119 человек по переписи 2011 года. Площадь 34,246 квадратного километра.
| Населённый пункт | Население (2011), человек |
| ---------------- | ------------------------- |
| Кардица          | 38 554                    |
| Маврика          | 565                       |

## Население
| Изменение численности населения Кардицы |      |      |      |        |        |        |        |        |        |        |        |        |         |
| 1881                                    | 1889 | 1896 | 1907 | 1920   | 1928   | 1940   | 1951   | 1961   | 1971   | 1981   | 1991   | 2001   | 2011    |
| 4504                                    | 6798 | 9446 | 9664 | 12 618 | 13 883 | 14 024 | 18 543 | 23 708 | 25 685 | 27 291 | 32 884 | 35 750 | ↗38 554 |